# العراق في الألعاب الأولمبية الصيفية 1968
تنافس العراق في دورة الألعاب الأولمبية الصيفية عام 1964 في طوكيو التي استمرت من 11 أكتوبر 1964 إلى 24 أكتوبر 1964. أرسل العراق ثلاثة عشر الرياضيين للتنافس في الملاكمة ورفع الأثقال وسباقات المضمار والميدان ولكنه لم يتمكن من الفوز بأي ميدالية

## الرياضيين
| الاسم           | الرياضة          |
| --------------- | ---------------- |
| عزيز عباس       | رفع الاثقال      |
| هادي عبد الجبار | رفع الاثقال      |
| خالد الكرخي     | الملاكمة         |
| يوسف أنور       | الملاكمة         |
| عبد الخالق جواد | رفع الاثقال      |
| جاسم كريم       | الألعاب الرياضية |
| خالد توفيق      | الألعاب الرياضية |
| زاهر            | رفع الاثقال      |
| مهند ندوم       | رفع الاثقال      |
| محمد رشيد       | مصارعة           |
| علي سوادي       | رفع الاثقال      |
| محمد شاكر       | مصارعة           |
| سمير            | الألعاب الرياضية |